# مصاهد (السبرة)

تعديل مصدري - تعديل

مصاهد محلة تابعة لقرية الشقات، التابعة لعزلة بلادالشعيبي العليا بمديرية السبرة إحدى مديريات محافظة إب في الجمهورية اليمنية.، بلغ تعداد سكانها 103 حسب تعداد اليمن لعام 2004.